# Slijepčevići
Slijepčevići är ett samhälle i Bosnien och Hercegovina.   Det ligger i distriktet Brčko, i den nordöstra delen av landet, 120 km norr om huvudstaden Sarajevo. Slijepčevići ligger 122 meter över havet och antalet invånare är 371.
Terrängen runt Slijepčevići är platt. Närmaste större samhälle är Brčko, 9,8 km nordväst om Slijepčevići. 
Trakten runt Slijepčevići består till största delen av jordbruksmark. Runt Slijepčevići är det ganska tätbefolkat, med 67 invånare per kvadratkilometer.